# Квітмен (Міссісіпі)
Квітмен (англ. Quitman) — місто (англ. city) в США, в окрузі Кларк штату Міссісіпі. Населення — 2061 особа (2020).

## Географія
Квітмен розташований за координатами 32°2′29″ пн. ш. 88°43′14″ зх. д. / 32.04139° пн. ш. 88.72056° зх. д. (32.041520, -88.720518).  За даними Бюро перепису населення США в 2010 році місто мало площу 15,29 км², з яких 13,41 км² — суходіл та 1,88 км² — водойми.

### Клімат
| Клімат : Квітмен      | Клімат : Квітмен | Клімат : Квітмен | Клімат : Квітмен | Клімат : Квітмен | Клімат : Квітмен | Клімат : Квітмен | Клімат : Квітмен | Клімат : Квітмен | Клімат : Квітмен | Клімат : Квітмен | Клімат : Квітмен | Клімат : Квітмен | Клімат : Квітмен |
| Показник              | Січ.             | Лют.             | Бер.             | Квіт.            | Трав.            | Черв.            | Лип.             | Серп.            | Вер.             | Жовт.            | Лист.            | Груд.            | Рік              |
| Середній максимум, °C | 13,7             | 16,7             | 20,7             | 25,3             | 28,8             | 32,1             | 33,3             | 33,1             | 30,6             | 25,4             | 20,3             | 15,6             | 24,6             |
| Середній мінімум, °C  | 0,5              | 2,3              | 5,9              | 10,2             | 14,6             | 18,4             | 20,3             | 19,8             | 16,8             | 9,6              | 5,3              | 1,9              | 10,4             |
| Норма опадів, мм      | 140              | 124              | 155              | 135              | 102              | 102              | 130              | 89               | 97               | 81               | 102              | 135              | 1392             |
| --------------------- | ---------------- | ---------------- | ---------------- | ---------------- | ---------------- | ---------------- | ---------------- | ---------------- | ---------------- | ---------------- | ---------------- | ---------------- | ---------------- |
| Джерело: Weatherbase  |                  |                  |                  |                  |                  |                  |                  |                  |                  |                  |                  |                  |                  |

## Демографія
Згідно з переписом 2010 року, у місті мешкали 2323 особи в 954 домогосподарствах у складі 661 родини. Густота населення становила 152 особи/км².  Було 1065 помешкань (70/км²).
Расовий склад населення:
| - 57,3 % — білих - 40,6 % — чорних або афроамериканців - 0,7 % — корінних американців - 0,3 % — азіатів |

До двох чи більше рас належало 0,6 %. Частка іспаномовних становила 0,9 % від усіх жителів.
За віковим діапазоном населення розподілялося таким чином: 24,9 % — особи молодші 18 років, 55,3 % — особи у віці 18—64 років, 19,8 % — особи у віці 65 років та старші. Медіана віку мешканця становила 41,1 року. На 100 осіб жіночої статі у місті припадало 85,1 чоловіків;  на 100 жінок у віці від 18 років та старших — 79,8 чоловіків також старших 18 років.
Середній дохід на одне домашнє господарство  становив 43 500 доларів США (медіана — 32 632), а середній дохід на одну сім'ю — 53 640 доларів (медіана — 46 635). Медіана доходів становила 43 043 долари для чоловіків та 24 080 доларів для жінок. За межею бідності перебувало 20,9 % осіб, у тому числі 40,0 % дітей у віці до 18 років та 4,7 % осіб у віці 65 років та старших.
Цивільне працевлаштоване населення становило 710 осіб. Основні галузі зайнятості: освіта, охорона здоров'я та соціальна допомога — 28,5 %, виробництво — 19,9 %, роздрібна торгівля — 11,5 %, будівництво — 9,2 %.